# Noetherscher Ring
In der Algebra werden bestimmte Strukturen (Ringe und Moduln) noethersch genannt, wenn sie keine unendliche Schachtelung von immer größeren Unterstrukturen enthalten können. Der Begriff ist nach der Mathematikerin Emmy Noether benannt.

## Noethersche Moduln
Es sei {\displaystyle R} ein unitärer Ring (d. h. ein Ring mit Einselement). Ein {\displaystyle R}-Linksmodul {\displaystyle M} heißt noethersch, wenn er eine der folgenden äquivalenten Bedingungen erfüllt:
- Jeder Untermodul ist endlich erzeugt.
- (Aufsteigende Kettenbedingung) Jede unendliche aufsteigende Kette

{\displaystyle N_{1}\subseteq N_{2}\subseteq N_{3}\subseteq \dotsb }
von Untermoduln wird stationär, d. h., es gibt einen Index {\displaystyle n}, so dass
{\displaystyle N_{n}=N_{n+1}=N_{n+2}=\dotsb }
- (Maximalbedingung für Untermoduln) Jede nichtleere Menge von Untermoduln von {\displaystyle M} hat ein maximales Element bezüglich Inklusion.

### Beispiele
- Jeder endliche Modul ist noethersch.
- Jeder endlich erzeugte Modul über einem noetherschen Ring ist noethersch.
- Jede endliche direkte Summe noetherscher Moduln ist noethersch.
- {\displaystyle \mathbb {Z} \left[{\tfrac {1}{p}}\right]} ist nicht noethersch als {\displaystyle \mathbb {Z} }-Modul.

### Eigenschaften
- Jeder surjektive Endomorphismus ist ein Automorphismus.
- Für eine kurze exakte Sequenz {\displaystyle \quad 0\rightarrow M_{1}\rightarrow M_{2}\rightarrow M_{3}\rightarrow 0} sind äquivalent:
  1. {\displaystyle M_{2}} ist noethersch.
  2. {\displaystyle M_{1},M_{3}} sind noethersch.
- Ist {\displaystyle V} ein Vektorraum, so ist {\displaystyle V} genau dann noethersch, wenn er endlich-dimensional ist. In diesem Fall ist der Modul auch artinsch.
- Ist {\displaystyle R} linksnoethersch, das Jacobson-Radikal {\displaystyle J=\operatorname {Rad} (R)} nilpotent und {\displaystyle R/J} halbeinfach, dann ist {\displaystyle R} auch linksartinsch.
- Über einem noetherschen Ring ist jeder endlich erzeugte Modul auch endlich präsentiert (die Umkehrung gilt immer).
- Die endlich erzeugten Moduln über einem noetherschen Ring bilden eine abelsche Kategorie; die Voraussetzung, dass der Ring noethersch ist, ist dabei essentiell.
- Jeder echte Untermodul eines noetherschen Moduls besitzt eine Primärzerlegung.

## Noethersche Ringe
Ein Ring {\displaystyle R} heißt
- linksnoethersch, wenn er als {\displaystyle R}-Linksmodul noethersch ist;
- rechtsnoethersch, wenn er als {\displaystyle R}-Rechtsmodul noethersch ist;
- noethersch, wenn er links- und rechtsnoethersch ist.

Bei kommutativen Ringen sind alle drei Begriffe identisch und äquivalent dazu, dass alle Ideale in {\displaystyle R} endlich erzeugt sind.

### Beispiele
- Artinsche Ringe sind noethersch.
- {\displaystyle \mathbb {Z} } ist noethersch, aber nicht artinsch.
- Quotienten und Lokalisierungen noetherscher Ringe sind noethersch.
- Hauptidealringe oder allgemeiner Dedekindringe sind noethersch.
- Ist {\displaystyle R} ein noetherscher Ring, so ist auch der Polynomring {\displaystyle R[X]} noethersch (Hilbertscher Basissatz).
- Daraus folgt, dass allgemein endlich erzeugte Algebren über einem noetherschen Ring wieder noethersch sind. Insbesondere sind endlich erzeugte Algebren über Körpern noethersch.
- Der Polynomring {\displaystyle \mathbb {C} [X_{1},X_{2},\ldots ]} in unendlich vielen Unbestimmten ist nicht noethersch, da das Ideal, das von allen Unbestimmten erzeugt wird, nicht endlich erzeugt ist.
- Der Matrizenring {\displaystyle {\begin{pmatrix}\mathbb {Z} &\mathbb {Q} \\0&\mathbb {Q} \end{pmatrix}}} ist rechtsnoethersch, aber weder linksartinsch noch linksnoethersch.

### Eigenschaften
- Jedes irreduzible Ideal in einem noetherschen Ring ist ein primäres Ideal.
- In einem noetherschen Ring kann jedes echte Ideal als Schnitt endlich vieler irreduzibler Ideale dargestellt werden. Insbesondere existiert in noetherschen Ringen eine Primärzerlegung.
- In einem noetherschen Ring gibt es nur endlich viele minimale Primideale.
- Jede von Null verschiedene Nichteinheit in einem noetherschen Ring lässt sich als endliches Produkt irreduzibler Elemente schreiben. Insbesondere ist ein noetherscher Ring, in welchem alle irreduziblen Element Primelemente sind, ein faktorieller Ring.
- Ist in einem Ring das Nullideal Produkt maximaler Ideale, so ist der Ring genau dann noethersch, wenn er artinsch ist.